# Xã Jenkins, Quận Crow Wing, Minnesota
Xã Jenkins (tiếng Anh: Jenkins Township) là một xã thuộc quận Crow Wing, tiểu bang Minnesota, Hoa Kỳ. Năm 2010, dân số của xã này là 359 người.